# Courcelles (België)
Courcelles is een plaats en gemeente in de Belgische provincie Henegouwen. De gemeente telt ruim 31.000 inwoners. Courcelles ligt ten westen van Charleroi, in de stedelijke rand, en ervan gescheiden door het Kanaal Charleroi-Brussel.

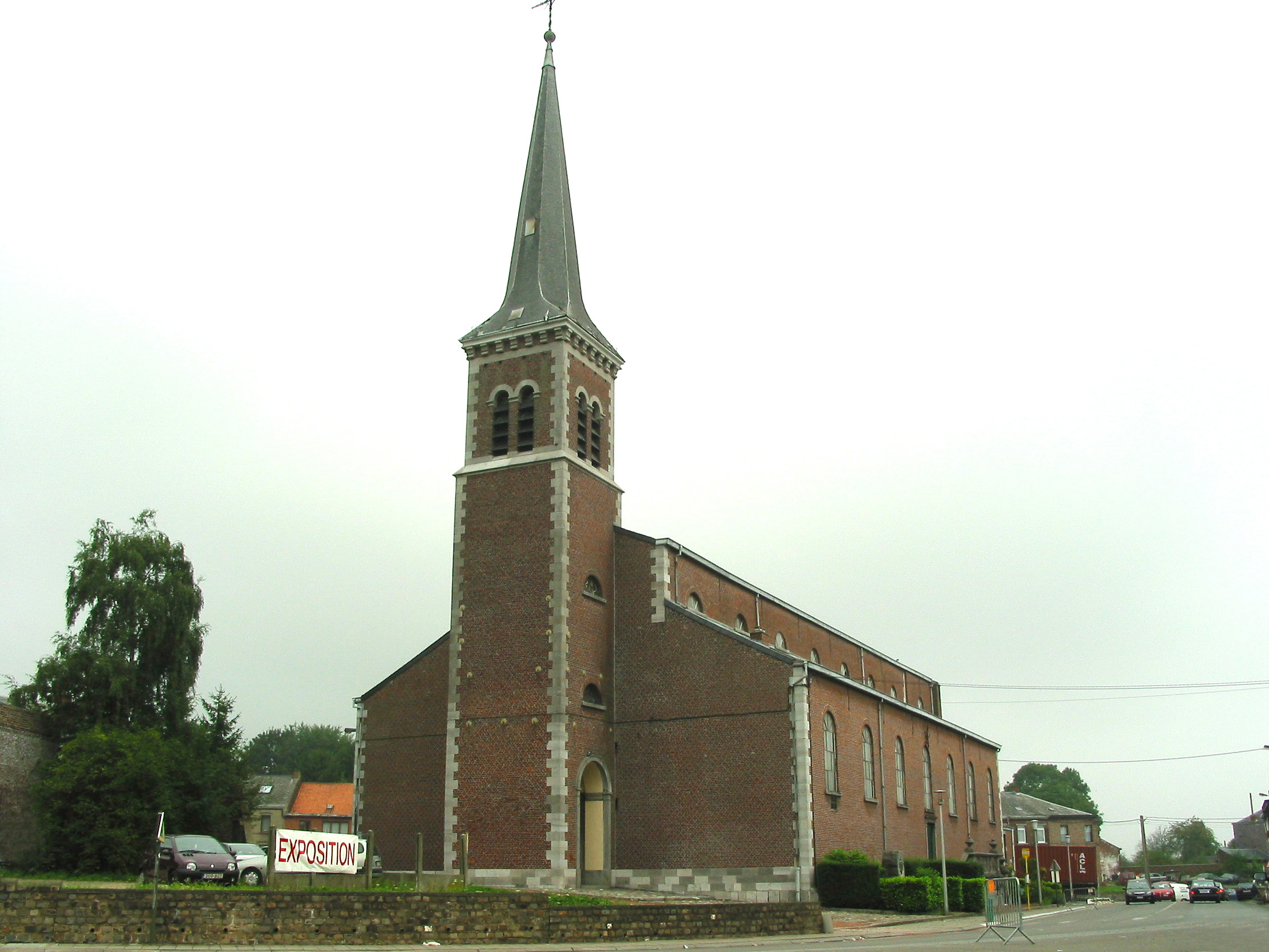
De Sint-Lambertuskerk in Courcelles.

## Geschiedenis
In de ochtend van 18 augustus 1944 vonden 19 burgers de dood in Courcelles. Ze werden door rexisten afgemaakt met een nekschot als represaille voor de door het verzet vermoorde burgemeester Oswald Englebin. Na de oorlog werden 80 daders veroordeeld, waarvan er 27 werden terechtgesteld.

## Geografie

### Kernen
Courcelles zelf is de grootste kern en ligt het dichtst bij de stad Charleroi. In het westen van de fusiegemeente liggen drie minder verstedelijkte deelgemeenten.

### Deelgemeenten
| # | Naam            | Opp. (km²) | Inwoners (2020) | Inwoners per km² | NIS-code |
| - | --------------- | ---------- | --------------- | ---------------- | -------- |
| 1 | Courcelles      | 15,29      | 16.988          | 1.111            | 52015A   |
| 2 | Souvret         | 3,80       | 4.140           | 1.090            | 52015B   |
| 3 | Trazegnies      | 8,92       | 6.711           | 753              | 52015C   |
| 4 | Gouy-lez-Piéton | 16,53      | 3.348           | 203              | 52015D   |

## Bezienswaardigheden
Zie ook: Lijst van beschermd erfgoed in Courcelles
- De Sint-Lambertuskerk (Église Saint-Lambert) is een neoclassicistisch kerkgebouw van 1834. Op deze plaats stond een oudere kerk. De kerk ligt in Courcelles-Petit.
- De Sint-Lucaskerk (Église Saint-Luc) is een neogotisch kerkgebouw van 1878 in de wijk Forrières.
- De Onze-Lieve-Vrouw-van-de-Rozenkranskerk (Église Notre-Dame du Rosère) is een neogotisch kerkgebouw van 1883 in de wijk Motte.
- De Sint-Franciscus-van-Assisiëkerk (Église Saint-François d'Assise) is een neogotisch kerkgebouw van 1904 in de wijk Sarty.
- Het Château de Miaucourt was oorspronkelijk een jachthuis en werd in opdracht van de familie Drion in de 19e eeuw uitgebouwd tot een kasteelachtig bouwwerk. Begin 20e eeuw kwam het aan de -uit Frankrijk uitgeweken- Zusters van de Heilige Harten van Jezus en Maria. Later werd het nog door krakers bewoond en tweemaal getroffen door brand, het laatst in 2001. Uiteindelijk werden er sociale woningen in gebouwd.
- Het Château de Rianwelz bestond al in de 11e eeuw als zetel van een heerlijkheid. De huidige gebouwen zijn 16e-eeuws. In 1794 werd het door de Fransen in brand gestoken maar een deel, waaronder de donjon, bleef gespaard. Het is een tijdlang een brouwerij geweest en daarna werd het een boerderij.

## Natuur en landschap
Courcelles ligt in een sterk verstedelijkt gebied en maakt deel uit van het Bekken van Charleroi. In het oosten ligt het Kanaal Charleroi-Brussel. Men vindt er enkele mijnterrils en enkele voormalige mijngebouwen. De hoogte aan de Sint-Lambertuskerk bedraagt 169 meter.

## Economie
Vanaf 1650 vond er op kleine schaal steenkoolwinning plaats. Halverwege de 18e eeuw kwamen de eerste mijnmaatschappijen en in de 19e eeuw werd er op grote schaal steenkool gewonnen waarbij de schachten tot 700 meter diep gingen.
Ook in de 19e eeuw werd er klei gewonnen voor de baksteenfabricage. Daarnaast waren er veel ambachtelijke spijkersmederijen en in 1850 opende een mechanische spijkersmederij. In 1853 opende de Verreries de Gosselies, een glasfabriek.

## Demografie

### Demografische ontwikkeling voor de fusie
- Bron:NIS - Opm:1831 t/m 1970=volkstellingen; 1976= inwoneraantal op 31 december
- 1856: Afsplitsing van Rièzes in 1851

### Demografische ontwikkeling van de fusiegemeente
Alle historische gegevens hebben betrekking op de huidige gemeente, inclusief deelgemeenten, zoals ontstaan na de fusie van 1 januari 1977.
- Bronnen:NIS, Opm:1831 tot en met 1981=volkstellingen; 1990 en later= inwonertal op 1 januari

| Inwoners van jaar tot jaar op 1 januari 1992 tot heden | Inwoners van jaar tot jaar op 1 januari 1992 tot heden | Inwoners van jaar tot jaar op 1 januari 1992 tot heden |
| jaar                                                   | Aantal                                                 | Evolutie: 1992=index 100                               |
| ------------------------------------------------------ | ------------------------------------------------------ | ------------------------------------------------------ |
| 1992                                                   | 29.449                                                 | 100,0                                                  |
| 1993                                                   | 29.616                                                 | 100,6                                                  |
| 1994                                                   | 29.620                                                 | 100,6                                                  |
| 1995                                                   | 29.651                                                 | 100,7                                                  |
| 1996                                                   | 29.600                                                 | 100,5                                                  |
| 1997                                                   | 29.802                                                 | 101,2                                                  |
| 1998                                                   | 29.751                                                 | 101,0                                                  |
| 1999                                                   | 29.704                                                 | 100,9                                                  |
| 2000                                                   | 29.706                                                 | 100,9                                                  |
| 2001                                                   | 29.613                                                 | 100,6                                                  |
| 2002                                                   | 29.624                                                 | 100,6                                                  |
| 2003                                                   | 29.578                                                 | 100,4                                                  |
| 2004                                                   | 29.465                                                 | 100,1                                                  |
| 2005                                                   | 29.462                                                 | 100,0                                                  |
| 2006                                                   | 29.626                                                 | 100,6                                                  |
| 2007                                                   | 29.724                                                 | 100,9                                                  |
| 2008                                                   | 30.032                                                 | 102,0                                                  |
| 2009                                                   | 30.058                                                 | 102,1                                                  |
| 2010                                                   | 30.218                                                 | 102,6                                                  |
| 2011                                                   | 30.356                                                 | 103,1                                                  |
| 2012                                                   | 30.502                                                 | 103,6                                                  |
| 2013                                                   | 30.708                                                 | 104,3                                                  |
| 2014                                                   | 30.735                                                 | 104,4                                                  |
| 2015                                                   | 30.960                                                 | 105,1                                                  |
| 2016                                                   | 31.217                                                 | 106,0                                                  |
| 2017                                                   | 31.347                                                 | 106,4                                                  |
| 2018                                                   | 31.376                                                 | 106,5                                                  |
| 2019                                                   | 31.299                                                 | 106,3                                                  |
| 2020                                                   | 31.197                                                 | 105,9                                                  |
| 2021                                                   | 31.053                                                 | 105,4                                                  |
| 2022                                                   | 31.148                                                 | 105,8                                                  |
| 2023                                                   | 31.299                                                 | 106,3                                                  |
| 2024                                                   | 31.337                                                 | 106,4                                                  |
| 2025                                                   | 31.436                                                 | 106,7                                                  |

## Politiek
Burgemeesters van Courcelles waren:
- 1989-2006 : André Trigaut
- 2007-2012 : Axel Soeur
- 2013-heden : Caroline Taquin

### Resultaten gemeenteraadsverkiezingen sinds 1976
| Partij               | Partij                               | 10-10-1976 | 10-10-1976 | 10-10-1982 | 10-10-1982 | 9-10-1988 | 9-10-1988 | 9-10-1994 | 9-10-1994 | 8-10-2000 | 8-10-2000 | 8-10-2006 | 8-10-2006 | 14-10-2012 | 14-10-2012 | 14-10-2018 | 14-10-2018 | 13-10-2024 | 13-10-2024 |
| Stemmen / Zetels     | Stemmen / Zetels                     | %          | 31         | %          | 29         | %         | 29        | %         | 29        | %         | 29        | %         | 29        | %          | 31         | %          | 31         | %          | 31         |
| -------------------- | ------------------------------------ | ---------- | ---------- | ---------- | ---------- | --------- | --------- | --------- | --------- | --------- | --------- | --------- | --------- | ---------- | ---------- | ---------- | ---------- | ---------- | ---------- |
|                      | PS                                   | 52,24      | 18         | 54,92      | 19         | 52,48     | 16        | 47,89     | 17        | 41,88     | 14        | 36,54     | 12        | 34,57      | 13         | 23,98      | 8          | 24,49      | 8          |
|                      | PSC1/CDH2/ Les Engagés3              | 12,271     | 3          | 10,11      | 2          | 14,831    | 4         | 14,731    | 4         | 11,051    | 3         | 13,092    | 4         | 10,162     | 3          | 7,592      | 1          | 8,623      | 2          |
|                      | ECOLO                                | -          |            | -          |            | -         |           | 7,56      | 1         | 14,1      | 4         | 10,61     | 3         | 9,51       | 3          | 11,95      | 3          | 5,47       | 1          |
|                      | PRL1 / PRL-MCC2 / MR3 / Bourgmestre4 | 10,781     | 3          | 16,021     | 4          | 17,531    | 5         | 17,511    | 5         | 19,792    | 6         | 20,313    | 6         | 29,983     | 11         | 50,554     | 18         | 55,494     | 20         |
|                      | DéFI                                 | -          |            | -          |            | -         |           | -         |           | -         |           | -         |           | -          |            | 5,93       | 1          | 2,93       | 0          |
|                      | FdG                                  | -          |            | -          |            | -         |           | -         |           | -         |           | -         |           | 6,12       | 1          | -          |            | -          |            |
|                      | UCPW                                 | -          |            | -          |            | 15,16     | 4         | 9,88      | 2         | 8,83      | 2         | 6,08      | 1         | -          |            | -          |            | -          |            |
|                      | Front-NAT                            | -          |            | -          |            | -         |           | -         |           | -         |           | 10,69     | 3         | -          |            | -          |            | -          |            |
|                      | PCB                                  | 13,65      | 4          | 11,12      | 3          | -         |           | -         |           | -         |           | -         |           | -          |            | -          |            | -          |            |
|                      | RW                                   | 11,06      | 3          | 6,91       | 1          | -         |           | -         |           | -         |           | -         |           | -          |            | -          |            | -          |            |
| Anderen(*)           | Anderen(*)                           | -          |            | 0,93       | 0          | -         |           | 2,43      | 0         | 4,35      | 0         | 2,68      | 0         | 9,66       | 0          | -          |            | 3,00       | 0          |
| Totaal stemmen       | Totaal stemmen                       | 18530      | 18530      | 17349      | 17349      | 17125     | 17125     | 17508     | 17508     | 17895     | 17895     | 18466     | 18466     | 18581      | 18581      | 19378      | 19378      | 18929      | 18929      |
| Opkomst %            | Opkomst %                            |            |            |            |            | 89,74     | 89,74     | 91,38     | 91,38     | 89,17     | 89,17     | 91,10     | 91,10     | 86,93      | 86,93      | 88,02      | 88,02      | 84,68      | 84,68      |
| Blanco en ongeldig % | Blanco en ongeldig %                 | 5,02       | 5,02       | 6,37       | 6,37       | 7,67      | 7,67      | 7,5       | 7,5       | 9,71      | 9,71      | 7,31      | 7,31      | 9,29       | 9,29       | 9,91       | 9,91       | 9,25       | 9,25       |

(*) 1982: MRW (0,93%) / 1994: PTB (2,43%) / 2000: IC (2,4%), PTB (1,95%) / 2006: ALC (1,02%), PTB+PCC (1,66%) / 2012: NWA (2,79%), PTB+ (2,47%), Votre Commune (4,4%) / 2024: Liste Vandenhove (3,00%)

## Economie
In Courcelles wordt de echte boter van Lucien Massaux gemaakt.

## Bekende inwoners

### Geboren
- Christian Barbier (1924 - 2009), acteur
- Loïc Nottet (1996), zanger

### Woonachtig
- Georges Glineur (1911 - 1997), politicus

## Nabijgelegen kernen
Trazegnies, Gouy-lez-Piéton, Gosselies, Roux, Souvret